# Зичи, Геза
Граф Геза Зичи (венг. Gróf Zichy Géza zu Vásonykeö; 23 июля 1849 года, дер. Старе, у Стражского — 14 января 1924 года, Будапешт) — венгерский пианист и композитор.

## Биография
Происходил из богатой аристократической семьи Зичи. Детство провёл в Надьсомбате, с 1860 г. жил в Пожони. В 14-летнем возрасте в результате несчастного случая на охоте потерял правую руку. Несмотря на это, он не отказался от своей страсти к фортепиано, и в течение 2 лет, потребовавшихся для лечения раны, настойчивыми упражнениями справился со всеми трудностями игры левой рукой. Музыке учился у Карла Майрбергера (гармония), Роберта Фолькмана (контрапункт, композиция). В фортепианной игре совершенствовался у Листа, который находил у графа музыкальный талант и познакомил его с произведениями классиков.
Окончил Венгерский королевский научный университет, получив образование в области права.
В 1875—1918 гг. — президент Национальной консерватории в Будапеште, одновременно в 1875—1892 — президент Венгерской академии музыки, в 1891—1894 гг. — интендант Королевской оперы и Национального театра. В 1895—1916 гг. — приглашённый дирижёр Королевской оперы.

### Семья
Отец — граф Леопольд Зичи (1805—1869), гусарский майор; мать — Мария, урождённая графиня Стараи (венг. Maria Sztaray; 1821—1891).
Жена (с 10 сентября 1871 года) — Мелания, урождённая графиня Каратшоньи фон Беодра (16.09.1855 — 10.04.1894);
Пятеро детей: сыновья Леопольд Геза, юрист (1882—1941), Шандор (1886—1890) и Аладар (1890—1895), дочери Маргит (в замужестве также Зичи; 1874—1963), Ильма (в замужестве баронесса Чиканн фон Вальборн; 1872—1911) и Мария (1875—1944).

## Творчество

### Музыка
С 1866 года (первый концерт в Братиславе) выступал с концертами в Венгрии, а затем и в Европе: Германия (1878), Франция (Париж, 1879), Россия (Санкт-Петербург, 1889), Бельгия, Австрия , Румыния, Северная Европа.
Г.Зичи играл в концертах только c благотворительными целями, без гонорара, исполняя в большинстве случаев собственные сочинения; к 1891 году сборы от его концертов составили более 100 000 флоринов. Был дружен с Ференцем Листом, выступал с ним в дуэте, исполняя некоторые его произведения («Ракоци-марш», Мефисто-вальс) в собственном переложении для фортепиано (двух фортепиано) в три руки.
Сборник фортепианных этюдов для левой руки посвятил Листу, который отозвался о них:

Они хорошего вкуса, хорошего оформления и даже большего наполнения, чем некоторые сочинения для 2 и 4 рук; но они настолько трудны, что только композитор может представить чудо сыграть их
Оригинальный текст (нем.)sie sind von gutem Geschmack, gutem Styl und sogar von mehr Wirkung als manche Composition für zwei und vier Hände; aber sie sind so schwierig, daß nur der Componist allein das Wunder aufführen kann, sie zu spielen

Написанные им оперы и балет были поставлены в Будапештском оперном театре; балет шёл также в Чешской опере.

#### Избранные произведения
оперы
- «История замка» (1888)
- «Алар» (1896)
- «Мастер Роланд» (нем. Meister Roland; 1899)
- трилогия «Ракоци»: «Немо» (1905), «Ракоци Ференц» (1909), «Родошто» (1912)

балет
- «Гемма» (танцевальная поэма, 1903)

для голоса
- Долорес (хор, 1889)
- Ave Maria (для сопрано)
- баллада «Clara Zách»
- три тетради песен (Leipzig: Kohut)

концерты
- для фортепиано с оркестром

для фортепиано
- этюды для левой руки (Paris: Heugel)
- пьесы
- соната

## Интересные факты
Стал, вероятно, первым в истории (за полвека до Пауля Витгенштейна) одноруким пианистом. Витгенштейн считал сочинения Г. Зичи посредственными.

## Отзывы
Он умеет одной рукой не только скрывать отсутствие второй, но также показывать все нюансы от задушевности вплоть до чрезвычайной бравурности.
Оригинальный текст (нем.)Er versteht nicht allein mit der einen Hand den Mangel der zweiten zu verdecken, sondern zeigt sich auch aller Nuancen mächtig vom Seelenvollsten bis zur größten Bravour.

…самое большое чудо нашего времени на фортепиано. Зичи достиг совершенства, удивительного с пятью пальцами. Он в состоянии подражать игре десяти [пальцев].— Эдуард Ганслик

## Награды
- Большой крест ордена Франца-Иосифа (1901)
- Орден Леопольда.
- почётный член общества Петёфи (1876) и общества Кишфалуди (1878)
- почётный член Венгерской академии наук (1911)[4]

## Память
Произведения Г. Зичи и его переложения для левой руки продолжают исполняться на сцене.
Одна из улиц Будапешта названа именем Гезы Зичи.